# Abbas Massoudi
Abbas Massoudi (persiska: عباس مسعودی), född 1895 i Teheran, död 17 juni 1974 i Teheran, var en iransk politiker och journalist. Han var under flera perioder medlem av Irans parlament (majles) och senat under Pahlavidynastin. Han är mest känd som grundare av Ettelā'āt som är Irans äldsta utkommande dagstidning.

## Karriär
Abbas Massoudi fick sin högre utbildning vid Dar ol-Fonun i Teheran och startade sin karriär som journalist på olika iranska dagstidningar. Efter statskuppen i landet 1921 lät han grunda en internationell journalistklubb i huvudstaden Teheran vid namn Ettelā'āt (Information), som senare blev Ettela'at Media Group. Hans idé var att starta en nyhetsbyrå med Agence France-Presse som förebild. Men fyra år senare, i juli 1925, blev han chefredaktör för landets nya dagstidning Ettelā'āt med huvudkontor i Teheran och bidrog regelbundet med artiklar. Journalisten Amir Taheri har kallat Abbas Massoudi för "den moderna journalistikens fader i Iran".
Förutom tidningsartiklar skrev Abbas Massoudi även reseskildringar och romaner. I sina skönlitterära verk skildrar han den framväxande moderna medelklassen i Iran.

## Politiska uppdrag
Abbas Massoudi tillhörde den politiska eliten under Kejsardömet Iran. Han ingick i den iranska delegation som medföljde Reza Shah Pahlavi under dennes statsbesök 1934 till Turkiet och han följde också med kronprins Mohammad Reza Pahlavi till Egypten 1939.
När senaten inrättades i Iran 1949 blev Abbas Massoudi vald till ledamot. Han förblev senator under hela sitt liv. 
Abbas Massoudi avled den 17 juni 1974 på sitt kontor i Teheran.

## Familj
Abbas Massoudis fru Ghodsi Amir-Arjomand och hans son Farhad var också journalister. Ghodsi Amir-Arjomand var under många år chefredaktör för damtidningen Ettelā'āt-e Bānovān.